# مارك فوران
مارك فوران (بالإنجليزية: Mark Foran)‏ (30 أكتوبر 1973 في المملكة المتحدة - ) هو لاعب كرة قدم بريطاني في مركز الدفاع. لعب مع أولدهام أثلتيك وشيفيلد يونايتد ونادي بريستول روفيرز ونادي بيتربورو يونايتد ونادي روذرهام يونايتد ونادي كرو ألكساندرا ونادي ميلوول وويكمب وندررز ونورثويتش فيكتوريا ولينكولن سيتي أف سي ونادي تلفورد يونايتد.

## وصلات خارجية
- مارك فوران على موقع قاعدة بيانات كرة القدم.إي يو (الإنجليزية)
- مارك فوران على موقع Soccerbase.com (لاعب) (الإنجليزية)